# 쿠바가아
쿠바가아(Cuban gar)는 만후아리(Manjuarí)라고도 알려진 이 물고기는 레피소스테우스과에 속하는 민물고기이다. 열대 담수 종이지만 기수에서도 서식한다. 쿠바 서부의 강과 호수, 그리고 후벤투드섬에서 발견된다. 물고기의 살은 먹을 수 있지만, 알은 인간에게 독성이 있다.
쿠바가아는 계절에 따라 큰 강의 범람원에서 산란한다.

## 행동
쿠바가아는 일반적으로 혼자 사냥하며 다른 종의 구성원들을 피한다. 예외적으로 산란기에는 약 20마리의 가를 가진 더 큰 무리가 모여 사냥을 다. 때로는 그룹이 더 작은 그룹으로 나뉘기도 하며, 수컷 2~8마리가 암컷과 동행하기도 한다. 아트락토스테우스속은 일반적으로 수컷 (열대가아 또는 앨리게이터가아의 경우)에게 성비가 치우쳐 있지만, 쿠바가아에서는 아직 이러한 경향이 나타나지 않았다.

## 형태학
성체 쿠바가아는 일반적으로 길이가 약 1m이지만 최대 2m까지 자랄 수 있다. 성별에 따른 길이 차이는 알려져 있지 않다. 이로 인해 앨리게이터가아에 이어 현존하는 가아에 두 번째로 큰 종으로 분류된다.
쿠바가아는 다른 종의 가아와 함께 물 속의 높은 암모니아 및 질산염 수치에 대한 높은 내성, 충분한 산소가 없는 상태에서 대기 중 공기를 호흡할 수 있는 능력, 그리고 질병 저항성으로도 유명하다.

## 생태학
다른 종의 가아와 마찬가지로 쿠바가아는 담수 생태계에서 최상위 포식자이다. 성체는 민물고기와 새를 먹는다. 어린 개체는 도입된 큰입배스의 먹이가 된다. 영양 수준이 높은 동물인 가아는 남획과 서식지 손실로 인해 개체 수가 많이 감소했다. 현재 양식업에서 이를 이용해 자연어 개체군을 복원하려는 시도가 진행 중이지만, 이러한 아이디어는 아직 실행에 이르지 못했다.
쿠바가아는 현재 가아 종의 위협적인 지위와 자연 수생 생태계에 대한 어업의 압력을 줄이는 데 있어 가아의 잠재적으로 귀중한 역할 때문에 가아 사육에 사용하기 위한 연구가 진행 중이다. 그러나 생태 보호를 위한 쿠바가아 사육은 아직 시행되지 않았다.